# Trichosanchezia
Trichosanchezia là chi thực vật có hoa trong họ Acanthaceae.